# Mrican (Jenangan)
Mrican is een bestuurslaag in het regentschap Ponorogo van de provincie Oost-Java, Indonesië. Mrican telt 3697 inwoners (volkstelling 2010).